# Brigada Investigadora de Asuntos Especiales
La Brigada Investigadora de Asuntos Especiales (BRIAES) de la Policía de Investigaciones de Chile fue creada el año 2005, esta unidad también se dedica de la investigación de violaciones a los derechos humanos. Esta unidad policial también tiene a su cargo la investigación de delitos de connotación "especial" a nivel nacional e internacional.